# Ischyrolepis gossypina
Ischyrolepis gossypina là một loài thực vật có hoa trong họ Restionaceae. Loài này được (Mast.) H.P.Linder mô tả khoa học đầu tiên năm 1985.